# Идрак-Респайес
Идра́к-Респайе́с (фр. Idrac-Respaillès) — коммуна во Франции, находится в регионе Юг — Пиренеи. Департамент — Жер. Входит в состав кантона Миранд. Округ коммуны — Миранд.
Код INSEE коммуны — 32156.

## География

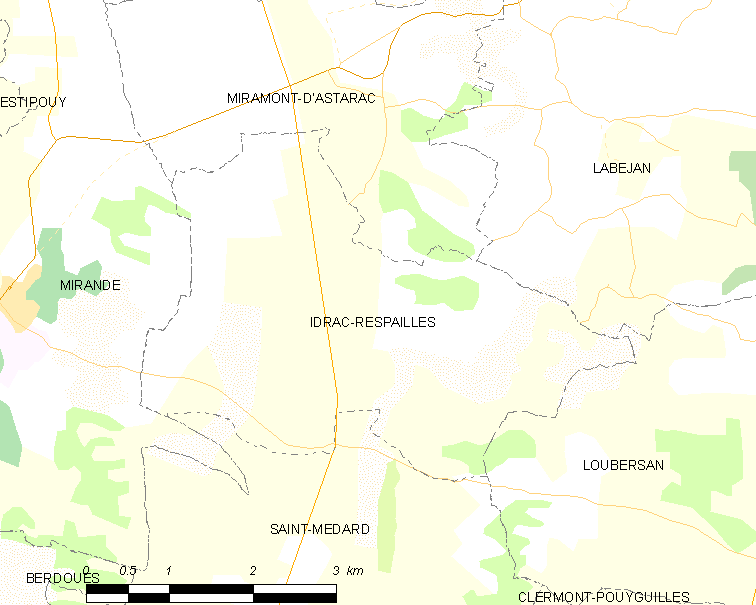
Карта коммуны

Коммуна расположена приблизительно в 610 км к югу от Парижа, в 80 км западнее Тулузы, в 17 км к юго-западу от Оша.
По территории коммуны протекает река Петит-Баиз.

## Климат
Климат умеренно-океанический. Лето жаркое и немного дождливое, температура часто превышает 35 °С. Зимой часто бывает отрицательная температура и ночные заморозки. Годовое количество осадков — 700—900 мм.

## Население
Население коммуны на 2010 год составляло 212 человек.
| 1962 | 1968 | 1975 | 1982 | 1990 | 1999 | 2010 |
| ---- | ---- | ---- | ---- | ---- | ---- | ---- |
| 227  | 195  | 182  | 188  | 186  | 203  | 212  |

## Администрация
| Период | Период | Фамилия        | Партия | Примечания |
| ------ | ------ | -------------- | ------ | ---------- |
| 2001   | 2006   | Андре Лаффорг  |        |            |
| 2006   | 2020   | Николь Лаберен |        |            |

## Экономика
В 2010 году среди 130 человек трудоспособного возраста (15-64 лет) 98 были экономически активными, 32 — неактивными (показатель активности — 75,4 %, в 1999 году было 72,5 %). Из 98 активных жителей работали 92 человека (45 мужчин и 47 женщин), безработных было 6 (5 мужчин и 1 женщина). Среди 32 неактивных 11 человек были учениками или студентами, 14 — пенсионерами, 7 были неактивными по другим причинам.